# Bartholomeus Assteyn

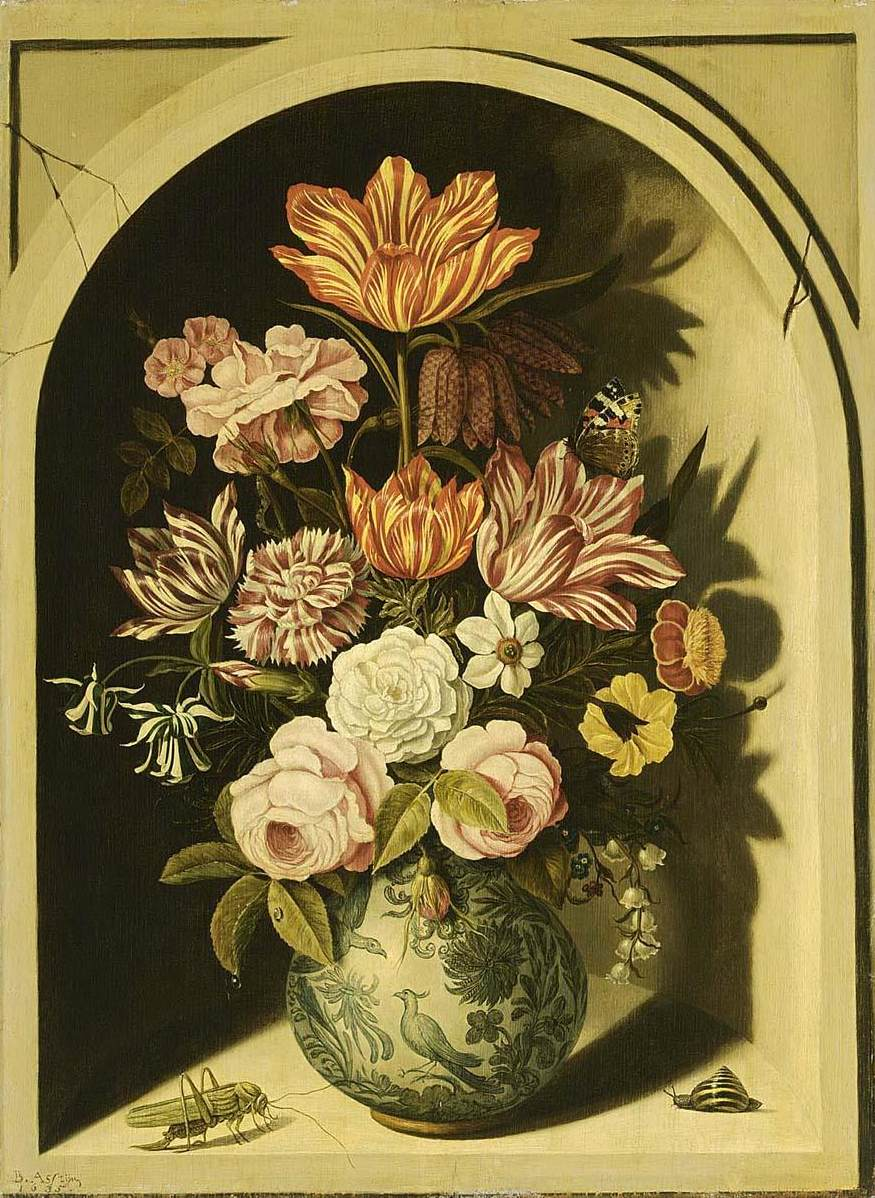
Bloemen in een porseleinen vaas in een nis, 1635

Bartholomeus Assteyn (Dordrecht, januari 1607 - aldaar, na 1669, mogelijk 1677) was een Nederlands kunstschilder. Hij vervaardigde stillevens met bloemen en vruchten en zogenoemde 'ontbijtjes', een stilleven met onder andere brood, vis en ontbijtgerei.
Assteyn was een zoon van de uit Gent afkomstige schilder Abraham Bartolomeusz. Assteyn, die ook zijn leermeester was. Mogelijk was hij ook in de leer bij de stillevenschilder Balthasar van der Ast. Zijn composities vertonen invloed van het werk van Johannes Bosschaert en Cornelis de Heem.
In 1631 werd hij, net als zijn vader, lid van het Sint-Lucasgilde in Dordrecht. In 1651 werd hij boekhouder van het genootschap. Zijn laatst bekende schilderij is gedateerd in 1669.